# Luis Carlos Pereira
Luis Carlos Pereira, mais conhecido como Pereira (Timburi, 6 de março de 1960) é um ex-futebolista brasileiro que atuava como zagueiro.

## Carreira

### Futebolista
Começou a carreira de jogador defendendo a equipe SE Platinense, no Paraná.
Em 1981, transferiu-se para o Ituano, onde ficou até o ano seguinte.
Defendeu ainda o São Bento de Sorocaba, entre 1982 e 1983, antes de retornar ao Ituano e se transferir, em seguida, para o Bahia, em 1985.
Pelo Bahia, Pereira foi tricampeão estadual e ainda fez parte da equipe que conquistou o Campeonato Brasileiro de 1988. O zagueiro só não atuou nas partidas finais contra o Inter, porque ficou sem contrato. Naquele Campeonato ainda ganhou a Bola de Prata da Revista Placar, sendo eleito um dos melhores zagueiros da competição.
Deixou o Bahia para defender o Guarani em 1989, vendido por 171 mil cruzados novos. O zagueiro foi um dos heróis do Guarani no vice-campeonato da Série B do Brasileirão de 1991, que levou o clube à elite do futebol brasileiro.
Depois do Guarani, no segundo semestre de 1992, foi jogar no futebol japonês. Logo em seu ano de estreia tinha início a J-League, marcando assim a profissionalização do futebol japonês. Atuando pelo Verdy Kawasaki, venceu os títulos nacionais de 1993 e 1994 e ainda conquistou a Copa do Imperador e a Copa da Liga Japonesa. Em 1994, venceu o prêmio de Most Valuable Player (MVP), dado ao jogador mais valioso da temporada.
Após o sucesso no Verdy, foi jogar no norte do Japão, no recém-criado Consadole Sapporo. Jogou na Segunda Divisão japonesa em sua primeira temporada, mas logo ajudou o time a ascender à J-League.
Encerrou a carreira na segunda metade dos anos 90 por causa de problemas no joelho.

### Fora dos campos
Em 2005, foi contratado pelo União Barbaranse, junto com o técnico José Carlos Serrão.

## Títulos
Bahia
- Campeonato Brasileiro: 1988

- Campeonato Baiano: 1986, 1987 e 1988

Verdy Kawasaki
- Campeonato Japonês: 1993 e 1994
- Copa da Liga do Japão (Copa Nabisco): 1994
- Supertaça do Japão: 1994

Individuais
- Futebolista do Ano no Japão: 1994
- Jogador da Temporada no Japão: 1993/1994